# Album Zeusa
Album Zeusa – drugi solowy album polskiego rapera Zeusa. Wydawnictwo ukazało się 21 listopada 2009 roku nakładem wytwórni muzycznej Embryo Nagrania w dystrybucji Fonografiki. Materiał został w całości wyprodukowany przez samego Zeusa. Miksowanie i mastering zrealizował Marek Dulewicz. Natomiast scratche wykonał DJ Cube. Oprawę graficzną do zdjęć Szymona "Kołcziego" Mrozowskiego przygotował Michał "Berson" Berensztajn.

## Lista utworów
Opracowano na podstawie materiału źródłowego.
1. "Spójrz na mnie" – 3:24
2. "Wracam tu, bo nagrałem drugi album" – 3:25[A]
3. "Lubisz jeść" – 3:22[B]
4. "Mamy tu funk dla ciebie" – 3:13
5. "Im bliżej, tym dalej" – 3:39
6. "Pycha" – 4:29
7. "Mój brat" – 3:59
8. "Piosenka dla ofiar mody" – 3:39
9. "Witamy was!" – 3:46
10. "Tylko to jest prawdziwe (??)" – 3:18
11. "Last minute" – 4:10
12. "Z żoną" – 4:15[C]
13. "Gdy pada strzał" – 3:50[D]
14. "Zakochałem się w Jill Scott" – 5:02[E]

Notatki
- A^ W utworze wykorzystano sample z piosenki "I'll Keep a Light in My Window" w wykonaniu NYCC[3].
- B^ W utworze wykorzystano sample z piosenki "Revelation" w wykonaniu Charles Earland and Odyssey[3].
- C^ W utworze wykorzystano sample z piosenki "I'm His Wife (You're Just a Friend)" w wykonaniu Ann Sexton[3].
- D^ W utworze wykorzystano sample z piosenki "Love Comes From the Most Unexpected Places" w wykonaniu Táta Vega[3].
- E^ W utworze wykorzystano sample z piosenki "Turn on the Lights" w wykonaniu Kellee Patterson[3].